# IC 1491
IC 1491 ist eine Spiralgalaxie vom Hubble-Typ S im Sternbild Aquarius auf der Ekliptik. Sie ist schätzungsweise 153 Millionen Lichtjahre von der Milchstraße entfernt.
Das Objekt wurde am 26. August 1892 von Stéphane Javelle entdeckt.